# Museo Arqueológico de Hamburgo
El Museo Arqueológico de Hamburgo (en alemán: Archäologisches Museum Hamburg), más conocido por su nombre anterior Museo Helms, es un museo arqueológico de Hamburgo, Alemania, ubicado en el sureño distrito de Harburgo.
El museo alberga los hallazgos arqueológicos de la ciudad de Hamburgo y las zonas adyacentes al sur de la ciudad hanseática. Se centra en la prehistoria e historia antigua del norte de Alemania, así como en la historia de la antaño ciudad independiente de Harburgo. Con más de 2,5 millones de piezas arqueológicas en su posesión, el museo posee una de las mayores colecciones prehistóricas de Alemania.
El edificio del museo es además sede de la Comisión de Monumentos del Patrimonio Cultural de la Ciudad de Hamburgo, que se encarga también del adyacente distrito de Harburgo de Baja Sajonia (distinto al Harburgo hamburgués) y, por lo tanto, supervisa todas las iniciativas arqueológicas en esta región.

## Ubicación
El museo cuenta con dos grandes espacios museísticos en el centro de Harburgo. El primero, en la Plaza del Museo (Museumsplatz), alberga las exposiciones temporales, la biblioteca, las oficinas y las instalaciones de almacenamiento, y también será lugar del futuro Museo de la Ciudad de Harburgo. Esta ubicación está compartida con el Teatro de Hamburgo. La exposición permanente y el centro educativo se encuentran al otro lado de la calle, en la plaza del Ayuntamiento de Harburgo (Harburger Rathausplatz).
El Museo también mantiene como sucursales externas el área de exposición de la Bischofsturm (Torre del Obispo) –un edificio del siglo xii en el casco antiguo de Hamburgo–, el «camino arqueológico» (Archäologischen Wanderpfad) en la reserva natural de Fischbeker Heide (en el distrito de Neugraben) y el castro de Hollenstedt (datado del siglo viii).

## Historia
La fundación del museo original en 1898 se debe al senador hamburgués August Helms, quien fundó la Asociación del Museo Arqueológico de Harburgo –un paso preliminar común para este tipo de institutos–, a quien se unieron otras figuras públicas de la época. Su objetivo era crear un museo para la entonces independiente ciudad prusiana de Harburgo del Elba y su condado. El museo recibió el nombre de su fundador – Museo Helm de Arqueología e Historia de Hamburgo-Harburgo (Helms-Museum: Hamburger Museum für Archäologie und die Geschichte Harburgs). El museo seguiría llevando el nombre de su fundador durante los próximos 110 años.
En 1925, los hijos de Helms reubicaron el museo en un palacete en Buxtehuder Straße, convirtiendo su hall en sala de exposiciones, tras lo cual el museo pasó a llamarse oficialmente Museo Helms (Helms-Museum). En ese momento, la colección ya contaba con más de 50 000 objetos catalogados. En 1937, el Museo Helms se convirtió por primera vez en una institución pública, gestionada por el ayuntamiento local.
En 1953 se inauguró una sucursal del museo al aire libre, hoy un museo independiente (Freilichtmuseum am Kiekeberg). El edificio de la Buxtehuder Straße, que había sido dañado durante los bombardeos de Hamburgo en el marco de la Segunda Guerra Mundial, ya no pudo albergar la cada vez más abundante colección del museo, por lo que en 1955 este abandonó su ubicación durante tres décadas para trasladarse a un nuevo edificio junto al Teatro de Hamburgo e instalaciones adyacentes.
En 1972, el Museo Helms se convirtió en el único museo arqueológico de la ciudad-Estado de Hamburgo, incorporando colecciones menores de otros museos y recibiendo la totalidad de sus fondos. A partir de 1987, el museo es responsable único de la preservación de los monumentos arqueológicos de patrimonio cultural hamburgués. Por razones de espacio, la exposición arqueológica permanente se trasladó a su ubicación actual en la plaza del Ayuntamiento de Harburgo. Entre 1990 y 1999 disponía de una tercera área de exhibición en la antigua estación de bomberos de Harburgo.
El 1 de enero de 2008, la propiedad del Museo Helms se cedió –junto con otros museos históricos– a la recién fundada Fundación de Museos Históricos de Hamburgo (Stiftung Historische Museen Hamburg), y pasó a llamarse Museo Arqueológico de Hamburgo-Museo Municipal de Harburgo (Archäologische Museum Hamburg – Stadtmuseum Harburg).
En mayo de 2009 se inauguró la exposición arqueológica permanente del museo con un diseño moderno y nuevas actividades.

## Exhibición
Entre las 2,5 millones de piezas del museo, las más antiguas datadas de hace 200 000 años, gran parte se encuentran almacenadas y solo se exhiben en eventos puntuales.
La exhibición permanente muestra objetos del Paleolítico, el Neolítico, la Edad del Bronce, la Edad del Hierro, el Período de las grandes migraciones y la Alta Edad Media en el norte de Alemania. Inaugurada en 2009, cuenta con más de 160 vitrinas, maquetas y objetos de tamaño mayor, que representan todos los aspectos del desarrollo cultural humano en la región durante los últimos 40 000 años. La exposición está estructurada en torno a seis áreas temáticas principales: materiales, alimentación, violencia, muerte, innovación y movilidad.
Siendo el responsable de la gestión del patrimonio arqueológico de Hamburgo, el museo ofrece también información sobre métodos de recopilación y conservación de hallazgos arqueológicos, y sobre el trabajo del museo en este campo. Algunas de las exhibiciones más notables del patrimonio arqueológico del museo son:
- El remo de Duvensee (Paddel von Duvensee), un de los remos más antiguos que se conservan,
- El entierro de la cabeza de Metzendorf-Woxdorf (Schädelbestattung von Metzendorf-Woxdorf).
- La silla plegable de Daensen (Klapphocker von Daensen), de la Edad del Bronce.
- El panecillo Ovelgönne (Spitzwecken von Ovelgönne).
- El entierro del caballo de Wulfsen (Pferdebestattung von Wulfsen).
- La fíbula de Tangendorf (Scheibenfibel von Tangendorf).
- La fíbula de Maschen (Scheibenfibel von Maschen).
- La pista del pantano de Wittmoor (Bohlenwege im Wittmoor).

## Biblioteca
La biblioteca del Museo Arqueológico de Hamburgo es la biblioteca arqueológica más extensa del norte de Alemania y una de las más extensas del país. Su función principal es proporcionar al personal del museo fuentes de literatura especializada en las materias cubiertas por el museo. Como parte del espacio museístico, la biblioteca también está abierta al público general.
La biblioteca cuenta con material sobre todas las épocas y ramas arqueológicas, principalmente de la prehistoria e historia antigua de Alemania y Europa, con un enfoque en la región de Hamburgo y la antigua ciudad de Harburgo, incluida historia regional, cultura y folclore. En 2009 la biblioteca poseía más de 50 000 volúmenes y 250 revistas de actualidad en el campo de la historia y la arqueología. Todas las existencias están catalogadas digitalmente en el OPAC del museo.
La biblioteca ofrece tres áreas de lectura y una estación de trabajo equipada con las más avanzadas tecnologías a disposición de los usuarios en las sala de investigación.

## Actividades y planes de futuro
El Museo Arqueológico de Hamburgo ofrece una amplia gama de actividades para jóvenes y familias. El museo también participa en la Larga Noche de los Museos de Hamburgo (Lange Nacht der Museen Hamburg).
En un futuro próximo se inaugurará en el castillo de Harburgo (Harburger Schloss) una segunda exposición permanente sobre la historia local del distrito de Harburgo, ya en fase final de desarrollo.